# 学校法人の評議員
学校法人の評議員（がっこうほうじんのひょうぎいん）とは、日本において、私立学校法の第30条第1項に基づき、学校法人を設立しようとする者が、設立にあたり寄附行為に定める事項の1つとしての同項第7号に挙げられる評議員会の構成員をいう。
私立学校法の第35条では、「学校法人には、役員として、理事五人以上及び監事二人以上を置かなければならない」とあるが、第38条第1項で規定される理事となる者の中に、同条同項第2号には「当該学校法人の評議員のうちから、寄附行為の定めるところにより選任された者」が挙げられている。また、同条第4項では、「監事は、評議員会の同意を得て、理事長が選任する」こととなっている。

## 評議員会（私立学校法の規定）
```
第41条　学校法人に、評議員会を置く。
2　評議員会は、理事の定数の二倍をこえる数の評議員をもつて、組織する。
3　評議員会は、理事長が招集する。
4　評議員会に、議長を置く。
5　理事長は、評議員総数の三分の一以上の評議員から会議に付議すべき事項
 を示して評議員会の招集を請求された場合には、その請求のあつた日から
 二十日以内に、これを招集しなければならない。
6　評議員会は、評議員の過半数の出席がなければ、その議事を開き、議決を
 することができない。
7　評議員会の議事は、出席評議員の過半数で決し、可否同数のときは、議長
 の決するところによる。
8　前項の場合において、議長は、評議員として議決に加わることができない。
```

```
第42条　次に掲げる事項については、理事長において、あらかじめ、評議員会
　の意見を聞かなければならない。
　一　予算、借入金（当該会計年度内の収入をもつて償還する一時の借入金を
　　除く。）及び重要な資産の処分に関する事項
　二　事業計画
　三　寄附行為の変更
　四　合併
　五　第五十条第一項第一号（評議員会の議決を要する場合を除く。）及び
  　第三号に掲げる事由による解散
　六　収益を目的とする事業に関する重要事項
　七　その他学校法人の業務に関する重要事項で寄附行為をもつて定めるもの
2　前項各号に掲げる事項は、寄附行為をもつて評議員会の議決を要するもの
 とすることができる。
```

```
第43条　評議員会は、学校法人の業務若しくは財産の状況又は役員の業務執行
　の状況について、役員に対して意見を述べ、若しくはその諮問に答え、又は
　役員から報告を徴することができる。 
```

## 評議員の選任（私立学校法の規定）
```
第44条　評議員となる者は、次の各号に掲げる者とする。
　一　当該学校法人の職員のうちから、寄附行為の定めるところにより選任
　　された者
　二　当該学校法人の設置する私立学校を卒業した者で年齢二十五年以上の
　　もののうちから、寄附行為の定めるところにより選任された者
　三　前各号に規定する者のほか、寄附行為の定めるところにより選任され
　　た者
2　前項第一号に規定する評議員は、職員の地位を退いたときは、評議員の職
 を失うものとする。
```

## 評議員会に対する決算等の報告（私立学校法の規定）
```
第46条　理事長は、毎会計年度終了後二月以内に、決算及び事業の実績を
　評議員会に報告し、その意見を求めなければならない。
```